# Přáslavice
Přáslavice är en ort i Tjeckien.   Den ligger i regionen Olomouc, i den östra delen av landet, 220 km öster om huvudstaden Prag. Přáslavice ligger 300 meter över havet och antalet invånare är 1 290.
Terrängen runt Přáslavice är platt åt sydväst, men åt nordost är den kuperad.Runt Přáslavice är det ganska tätbefolkat, med 78 invånare per kvadratkilometer. Närmaste större samhälle är Olomouc, 9,4 km väster om Přáslavice. Trakten runt Přáslavice består till största delen av jordbruksmark.